# Mohammed XI de Grenade
Mohammed XI ben Mohammed surnommé El Chiquito est le dix-neuvième émir nasride de Grenade. Il est le fils de Mohammed VIII al-Mutamassik et il succède à Mohammed IX al-'Aysar (El Zurdo) en 1453. Il est exécuté en 1455 sur l'ordre de Sa`d al-Musta`în, soutenu par les Abencérages, qui lui succède.

## Biographie
Fin 1453 ou début 1454, Mohammed XI El Chiquito succède à Mohammed IX al-'Aysar (El Zurdo) qui l'avait désigné comme son successeur dès 1451. Les Abencérages lui opposent leur candidat Sa`d al-Musta`în.
En Castille, Alvaro de Luna, favori de Jean II, perd la confiance du roi, qui le fait exécuter le 2 juin 1453 à Valladolid. Le roi Jean II meurt le 22 juillet 1454. Henri IV lui succède. Il poursuit et amplifie la politique de harcèlement sur la frontière du royaume de Grenade. Il continue à attiser les divisions internes à la dynastie nasride. 
Au printemps 1455, le royaume de Grenade est partagé en trois :
- Muhammad XI El Chiquito règne sur Grenade, Malaga, Guadix et Almeria ;
- Sa`d al-Musta`în réside à Archidona et la garnison africaine de Ronda est à ses ordres ;
- Les châteaux d'Illora et de Moclín et l'importante position stratégique de Gibraltar suivent des fidèles à Mohammed al-'Aysar[3] ;

Sa`d al-Musta`în, soutenu par les Abencérages et par la Castille, prend le pouvoir à Grenade. En 1462, lorsque Muhammad XI El Chiquito veut le lui reprendre, il est fait prisonnier. Lui et ses fils sont exécutés dans l'Alhambra.

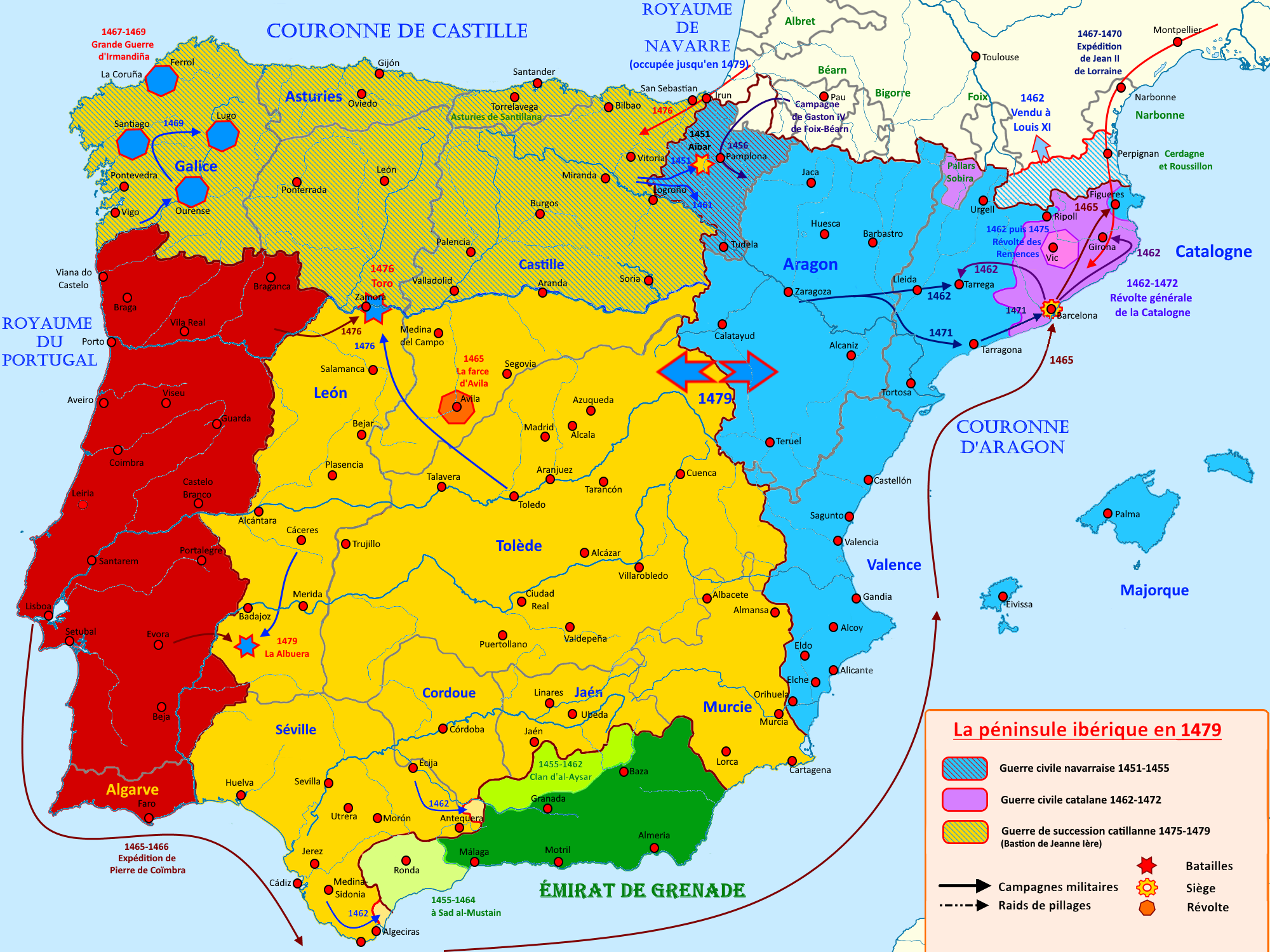
L'émirat de Grenade de 1450 à 1479